# チオノドクサ
チオノドクサ（チオノドグサ、Chionodoxa）はヒヤシンス科チオノドクサ属の植物の総称。
植物分類体系APG IIIでは、キジカクシ科ツルボ亜科とされる。
チオノドクサは和名のようだが、学名の日本語読みである。

## 特徴
耐寒性秋植え球根植物。原産地は地中海沿岸から小アジアである。雪解けとともに早春に咲き、観賞用に栽培される。球根は直径4cmくらいの球茎。白・青・ピンク・覆輪など様々な花をつける品種がある。
学名はギリシャ語で chion（雪）+ doxa（δόξα、輝き）の意。

## 栽培
高山植物であるため、水はけのよさや日光、低温を好む。北海道や東北、または高地での栽培に向くとされる。